# Camarothorax bimasculinus
Camarothorax bimasculinus is een vliesvleugelig insect uit de familie Eurytomidae. De wetenschappelijke naam is voor het eerst geldig gepubliceerd in 1961 door Joseph.